# Greg Washington
Gregory Lawrence Washington, detto Greg (New York, 25 maggio 1987), è un ex cestista statunitense con cittadinanza americo-verginiana.

## Carriera
Con le Isole Vergini Americane ha disputato i Campionati americani del 2009.